# PHARMACY
『PHARMACY』（ファーマシー）は、槇原敬之の5枚目のスタジオ・アルバム。1994年10月25日発売。発売元はワーナーミュージック・ジャパン/wea japan。

## 解説
前作より1年振りの新作。「HOME WORK」は関西セルラーCMソング（反町隆史・鶴田真由）初回プレス盤ジャケットは、口元のバンドエイドに特殊加工仕様。裏ジャケットの英文では、本作レコーディングがプロデューサーの入院や機材故障といったアクシデント続きだったことが明かされた。1998年11月26日、初回生産限定・紙ジャケット仕様で再発。2012年11月14日、デジタルリマスターされ再々発。こちらは9月発売CD-BOX『EARLY 7 ALBUMS』の単独発売盤。

## 収録曲
作詞・作曲・編曲：槇原敬之
1. INVITATION（Instrumental）
2. HOME WORK
3. DARLING
4. 2つの願い（VERSION Ⅱ）
5. LONESOME COWBOY
6. TWO MOONS
  - 「2つの願い」のカップリング曲。
7. SPY
8. 花水木
  - 2004年A・cappellersがシングル表題曲としてカバー。
9. OCTAVERS
10. 今年の冬
11. 恋はめんどくさい？
12. 東京DAYS

## 演奏
- 飯田高広：Synthesizer Operator (#All)
- 小倉博和：Guitar (#2-12)
- 八木のぶお：Mouth Harp (#5)
- コーリー田中、ショナイ飯田、MCホンマー、ティモテ花田、うず2BUNKYU丸、ミツヲさん、すぐこいと呼ばれた誠二、ケメオ大越、木ノ下鉄丸Jr.：Chorus (#11)
- 草薙厚子：Narration (#11)

## 関連作品
HOME WORK
- ベスト盤『SMILING3 〜THE BEST OF NORIYUKI MAKIHARA〜』
- ベスト盤『SMILING BOX 〜THE BEST OF NORIYUKI MAKIHARA〜 』

DARLING
- ベスト盤『SMILING3 〜THE BEST OF NORIYUKI MAKIHARA〜』
- ベスト盤『SMILING BOX』

2つの願い
- 11thシングル『2つの願い』
- ベスト盤『SMILING 〜THE BEST OF NORIYUKI MAKIHARA〜』
- ベスト盤『SMILING BOX』
- ベスト盤『SMILING GOLD 〜THE BEST & BACKING TRACKS〜』
- ベスト盤『10.Y.O. 〜 THE ANNIVERSARY COLLECTION〜』
- ベスト盤『Completely Recorded』
- ベスト盤『Noriyuki Makihara 20th Anniversary Best LOVE』

TWO MOONS
- 26thシングル『花火の夜』

SPY
- 12thシングル『SPY』
- ベスト盤『SMILING 〜THE BEST OF NORIYUKI MAKIHARA〜』
- ベスト盤『SMILING BOX』
- ベスト盤『SMILING GOLD 〜THE BEST & BACKING TRACKS〜』
- ベスト盤『10.Y.O. 〜THE ANNIVERSARY COLLECTION〜』
- ベスト盤『Completely Recorded』
- ライブ盤・DVD『SYMPHONY ORCHESTRA "cELEBRATION"』
- ライブ盤・DVD『SYMPHONY ORCHESTRA CONCERT "cELEBRATION 2005" 〜Heart Beat〜』

花水木
- ベスト盤『SMILING2 〜THE BEST OF NORIYUKI MAKIHARA〜』
- ベスト盤『SMILING BOX』
- ベスト盤『SMILING GOLD 〜THE BEST & BACKING TRACKS〜』
- ライブ盤『SYMPHONY ORCHESTRA CONCERT "cELEBRATION 2010" 〜Sing Out Gleefully!〜 』

今年の冬
- ベスト盤『SMILING2 〜THE BEST OF NORIYUKI MAKIHARA〜』
- ベスト盤『SMILING BOX』
- ベスト盤『SMILING GOLD 〜THE BEST & BACKING TRACKS〜』

恋はめんどくさい？
- ベスト盤『SMILING3 〜THE BEST OF NORIYUKI MAKIHARA〜』
- ベスト盤『SMILING BOX』

東京DAYS
- ベスト盤『SMILING2 〜THE BEST OF NORIYUKI MAKIHARA〜』
- ベスト盤『SMILING BOX』